# Фредерік Річард Сіммс
Фредерік Річард Сіммс (англ. Frederick Richard Simms; 12 серпня 1863, Гамбург — 22 квітня 1944, Лондон) — британський промисловець; піонер автомобілебудування Британії.

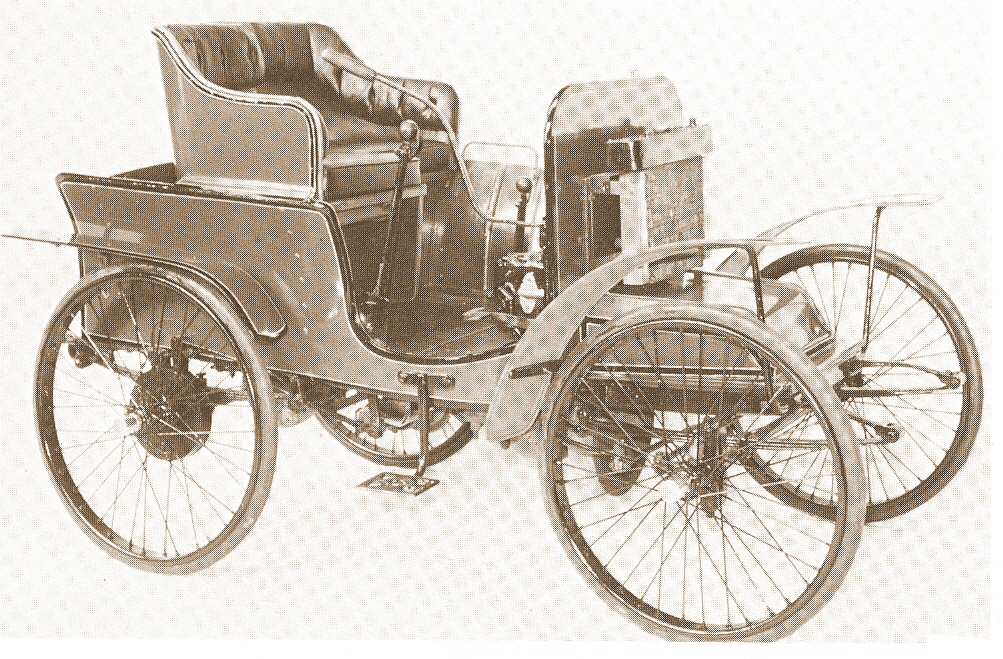
Автомобіль Simms-Welbeck. 1898

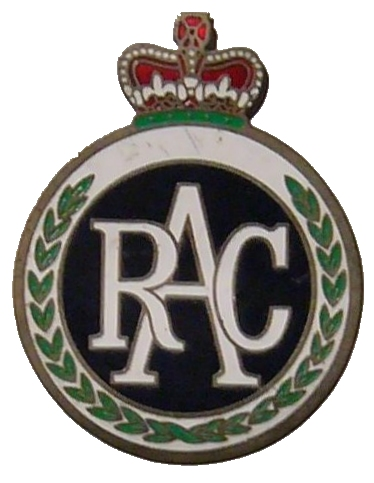
Емблема Королівського Автомобільного Клубу

Motor War Car. 1902

Фредерік Річард Сіммс походив з англо-німецької родини. Він отримав освіту у Німеччині та з 28-років займався імпортом моторів Даймлера до Британії, маючи на це виключне право — ліцензію на їхній продаж у країнах Британської імперії. Він заснував в Ковентрі «Daimler Motor Syndicate Ltd.» (1893), з чого розпочалось британське автомобілебудування, та автобудівні компанії «Simms Manufacturing Co. Ltd» (1900), «Simms Motor Units» (1913), які виготовляли одиночні автомобілі, мотори, частини до систем запалювання ДВЗ. На базі незапатентованого пристрою Даймлера Сіммс разом з Робертом Бошем створили і запатентували магнето, чиє виробництво наладила компанія «Simms Magneto Company Ltd», як і стартерів, свічок запалювання.
Сконструйований ним 1905 автомобіль Simms-Welbeck мав перший бампер, прототип вказівника повороту.
Разом з Гаррі Лавсоном Сіммс заснував 1897 «Автомобільний клуб Великої Британії та Ірландії» (англ. Automobile Club of Great Britain & Ireland), перейменований пізніше у «Королівський Автомобільний Клуб» (англ. Royal Automobile Club). У листі від 8 лютого 1891 він вперше письмово застосував англійські позначення «motor car» (автомобіль), «petrol» (бензин). Заснована ним 1902 «Society of Motor Manufacturers & Traders» вже наступного року організувала першу виставку автомобілів у Кришталевому палаці Лондона. Він продав 1 жовтня 1896 у Британії першу вантажівку, виготовлену компанією Даймлер.
Фредерік Сіммс вважав, що у майбутніх війнах вирішальна роль належатиме автомобілям. На базі квадроцикла компанії Де-Діон-Бутон (фр. De Dion-Bouton) він збудував 1899 перший у світі озброєний засіб пересування з двигуном внутрішнього згорання Motor Scout. Пізніше він збудував перший у світі панцирник (1902).